# Alberto Pizzo
Alberto Pizzo (Napoli, 13 marzo 1980) è un pianista e compositore italiano.

## Biografia
Inizia a studiare pianoforte da giovane e nel 2004 si diploma al Conservatorio San Pietro a Majella di Napoli..
Esegue per Rai International le musiche per un programma su Vincenzo Bellini e nello stesso anno è autore ed esecutore di musiche per il programma Geo & Geo di Rai Tre. Il suo primo album si intitola Funambulist, prodotto da Cinevox Record
Il suo secondo album si intitola On The Way e comprende collaborazioni con diversi artisti, tra cui Mino Cinelu, Toquinho, Renzo Arbore e David Knopfler
Nel 2014 Alberto Pizzo si esibisce insieme a Luis Bacalov e Stefano Bollani nel concerto 3 Piano Generations e diventa un Official Yamaha Artist, entrando nel circuito di artisti del marchio Yamaha.
Il 4 settembre si esibisce a Ravello in un concerto di piano solo nell'ambito del Ravello Festival, dove aveva già suonato nel 2013. A novembre 2014 lavora come direttore musicale e pianista al Teatro Diana di Napoli, nello spettacolo La sciantosa di Serena Autieri.
Nel 2015 si esibisce al Festival dei Due Mondi di Spoleto nel concerto 3 Piano Generations, insieme a Luis Bacalov e Rita Marcotulli.
Dal novembre 2015 entra a far parte dell'etichetta Sony Classical, con la quale pubblica Memories, album registrato agli Abbey Road Studios di Londra, con la partecipazione della London Symphony Orchestra e di Luis Bacalov come arrangiatore e direttore musicale.

## Discografia
- 2012 - Funambulist
- 2014 - On the Way
- 2016 - Memories